# آنتون زلاتاپولسکی
آنتون آندریویچ زلاتاپولسکی (روسی: Анто́н Андре́евич Златопо́льский؛ زادهٔ ۱۹۶۶ میلادی) تهیه‌کننده فیلم و از مدیر رسانه‌ای مشهور اهل روسیه است. وی در سال ۱۹۹۳، در آکادمی دولتی حقوق مسکو (MSAL)، تحت نظارت پروفسور اولگ یملیانوویچ کوتافین از پایان‌نامه خود برای اخذ مدرک دانشگاهی پی‌اچ‌دی حقوق با موضوع «حقوق و آزادی‌های سیاسی شهروندان و سازوکار اجرای آنها در فدراسیون روسیه» دفاع کرد. او بابت خدماتش، برندهٔ افتخارها و نشان‌های متفاوتی شده است که از آن میان، می‌توان به نشان دوستی اشاره کرد.
از فیلم‌ها یا مجموعه‌های تلویزیونی که وی در آن‌ها نقش داشته است می‌توان به لونتیک اشاره نمود.